# Let Us Prey
Let Us Prey è il quarto album della band doom metal Electric Wizard, l'ultimo del gruppo con la formazione originale.
L'album è stato pubblicato da Rise Above Records per il Regno Unito e da The Music Cartel per gli USA.
Mother of Serpents è stata aggiunta come bonus track nella versione giapponese pubblicata da JVC Victor, quindi da The Music Cartel per gli USA, sia su cd che LP.
Invece Rise Above Records ha realizzato una serie limitata in versione doppio LP, di cui 100 con copertina normale, 500 di nero e 500 di rosso.
È stato rimasterizzato da Rise Above Records nel 2006 e nel 2008 da Candlelight.

## Tracce
1. ...A Chosen Few – 6:35
2. We, the Undead – 4:29
3. Master of Alchemy – 9:23
I. House of Whipcord
II. The Black Drug
4. The Outsider – 9:19
5. Night of the Shape – 4:03
6. Priestess of Mars – 10:01
7. Mother of Serpents – 5:56 (bonus track)

## Formazione
- Jus Oborn - voce, chitarra solista e chitarra ritmica
- Tim Bagshaw - basso
- Mark Greening - batteria, percussioni, tastiere, pianoforte
- Paul Sax - violino